# 1950 au Maroc
Chronologie du Maroc
- 1946
- 1947
- 1948
- 1949
- 1950
- 1951
- 1952
- 1953
- 1954

Cet article présente les faits marquants de l'année 1950 au Maroc.

## Événements

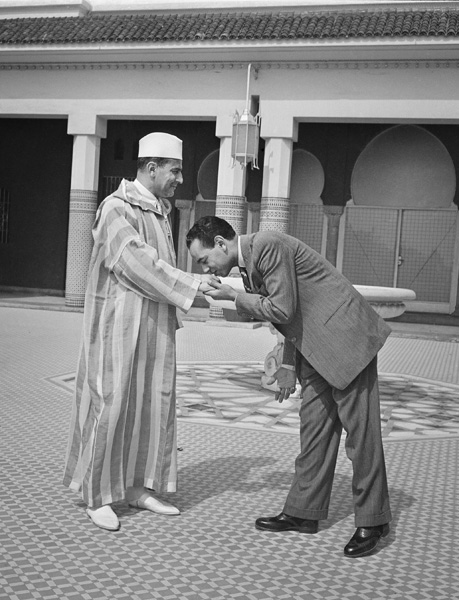
Le prince hériter Moulay Hassan (futur Hassan II) salue son père, Sidi Mohammed Ben Youssef (Mohammed V), en 1950.

- Expansion du gisement de minerai de fer de l'Omnium nord-africain, première entreprise marocaine et huitième française[1].
- La Ligue du Maroc de football 1949-1950 est la 35e édition des championnats du Maroc et la 28e de cette ligue.
- La Ligue du Maroc de football 1950-1951 est la 36e édition des championnats du Maroc et la 29e de cette ligue.